# Juary
Juary, właśc. Juary Jorge dos Santos Filho (ur. 16 czerwca 1959 w São João de Meriti) – piłkarz brazylijski, występujący podczas kariery na pozycji napastnika.

## Kariera klubowa
Juary karierę piłkarską rozpoczął w klubie Santosie FC w 1976 roku. W Santosie 1 września 1976 w wygranym 2-1 meczu z SER Caxias Jair zadebiutował w lidze brazylijskiej. Z Santosem zdobył mistrzostwo stanu São Paulo – Campeonato Paulista w 1978 roku. Indywidualnie był królem strzelców ligi stanowej w 1978 roku. W latach 1979–1980 występował w Meksyku w Leones Negros, po czym wyjechał do Włoch, gdzie występował przez kolejne pięć lat.
Przez pierwsze dwa lata był zawodnikiem Avellino. Dobra gra zaowocowała transferem do Interu Mediolan. W Interze zadebiutował 22 sierpnia 1982 w wygranym 1-0 wyjazdowym meczu Pucharu Włoch z AC Rimini. Ostatni raz w barwach Interu wystąpił 15 czerwca 1983 w zremisowanym 0-0 meczu Pucharu Włoch z Juventusem. Ogółem w barwach nerazurrich wystąpił 36 meczach (21 w lidze, 6 w Pucharze Zdobywców Pucharów oraz 9 w Pucharze Włoch) i strzelił 4 bramki (2 w lidze i po jednej w Pucharze Włoch i PZP). W następnych sezonach występował w Ascoli Calcio i US Cremonese. Łącznie w Serie A wystąpił w 101 spotkaniach, w których strzelił w 22 bramki.
W 1985 roku wyjechał do Portugalii i został zawodnikiem FC Porto. Z Porto dwukrotnie zdobył mistrzostwo Portugalii w 1986 i 1988, Puchar Portugalii w 1988, Superpuchar Portugalii w 1986, Puchar Mistrzów (wystąpił w finale w II połowie), Superpuchar Europy oraz Puchar Interkontynentalny w 1987 roku. W 1988 roku powrócił do Brazylii i został zawodnikiem Portuguesy São Paulo. W 1989 roku powrócił do Santosie 11 listopada 1989 w przegranym 0-3 meczu z São Paulo FC Juary po raz ostatni wystąpił w lidze. Ogółem w latach 1976–1989 w lidze brazylijskiej wystąpił w 47 meczach, w których strzelił 18 bramek. Karierę piłkarską Juary zakończył w Vitórii FC w 1992 roku.

## Kariera reprezentacyjna
Juary w reprezentacji Brazylii zadebiutował 5 lipca 1979 w zremisowanym 1-1 towarzyskim meczu ze stanem Bahia. Był to udany debiut, gdyż Juary zdobył w nim bramkę. W tym samym roku był w kadrze Brazylii na Copa América 1979, na którym Brazylia zajęła trzecie miejsce. Na tym turnieju wystąpił w dwóch meczach z Boliwią (debiut w meczu międzypaństwowym) i Argentyną, który był jego ostatnim meczem w reprezentacji.
| Mecze i gole w reprezentacji | Mecze i gole w reprezentacji | Mecze i gole w reprezentacji | Mecze i gole w reprezentacji | Mecze i gole w reprezentacji | Mecze i gole w reprezentacji | Mecze i gole w reprezentacji |
| #                            | Data                         | Miasto                       | Przeciwnik                   | Gol                          | Wynik                        | Rozgrywki                    |
| ---------------------------- | ---------------------------- | ---------------------------- | ---------------------------- | ---------------------------- | ---------------------------- | ---------------------------- |
| N1.                          | 05.07.1979                   | Salvador                     | Bahia                        | Gol                          | 1:1                          | towarzyski                   |
| 1.                           | 26.07.1979                   | La Paz                       | Boliwia                      |                              | 1:2                          | Copa América 79              |
| 2.                           | 02.08.1979                   | Rio de Janeiro               | Argentyna                    |                              | 2:1                          | Copa América 79              |

## Kariera trenerska
Po zakończeniu kariery piłkarskiej Juary został trenerem. Trenował młodzież w SSC Napoli i FC Porto oraz prowincjonalne kluby włoskie.